# Reserva Extrativista do Ciriaco
A Reserva Extrativista do Ciriaco é uma unidade de conservação federal do Brasil categorizada como reserva extrativista e criada por Decreto Presidencial em 20 de maio de 1992, e ampliada pelo Decreto de 17 de junho de 2010. numa área de 8.106,75 hectares, no município de Cidelândia, no sudoeste do estado do Maranhão, na região da bacia tocantina.
Possui  relevo suavemente ondulado (Chapada Alta); com clima sub-úmido com temperaturas em torno de 26 C; precipitação de 60 a 1800 mm/anual.
Pertence ao bioma da Floresta Amazônica (Floresta Tropical Decidual), tendo como representantes de sua fauna: martim-pescador, jaçanã, gavião- mateiro, garça, onça-pintada, paca, cutia e outros.
A principal atividade econômica exercida pelos seus moradores é a extração e comercialização da amêndoa de babaçu, pelas quebradeiras de coco babaçu, no entanto a agricultura familiar tem grande importância para a comunidade, com o plantio de arroz, feijão, milho e mandioca principalmente para consumo.
A população tradicional está organizada por meio da Associação dos Trabalhadores Agro-extrativistas da Reserva Extrativista de Ciriaco-ATARECO.